# Олоуин, Роналд Пол
Роналд Пол Олоуин (англ. Ronald Paul Olowin; 15 апреля 1945, США — 5 августа 2017, Лафейетт, Калифорния) — американский астроном.

## Биография
В 1987 году Роналд Олоуин поступил в Колледж святой Марии[уточнить], где изучал наблюдательную космологию и стал профессором кафедры физики и астрономии. Он изучал крупномасштабную структуру вселенной путём подробного картографирования близлежащих скоплений галактик, также интересовался от архео- и этноастрономии, науки и искусства до аспектов диалога науки и религии.
Доктор Олоуин был членом Центра теологии и естественных наук в Беркли, а также приглашённым научным сотрудником Теологического союза выпускников в Беркли, штат Калифорния.
Он был членом Международного организационного совета Научного сектариата Международной федерации католических университетов и председателем Международного исполнительного комитета (International Executive Committee) по изучению астрономических явлений (INSAP). Также был президентом Ассоциации Робинсона Джефферса (англ. Robinson Jeffers Association).
Профессор Олоуин является автором более 40 статей в научных журналах и популярных изданиях, также выступал с докладами в более чем дюжине стран, наблюдал за небом со всех уголков земного шара.
Членство в IAU:
- член Дивизиона C Образование, просветительская работа и наследие (до 2017 г.)
- член Дивизиона F Планетарные системы и астробиология (2015—2017)
- член Отдела H Межзвёздная материя и местная вселенная (2015—2017)
- член Отдела J Галактики и космология (до 2017 г.)
- член Комиссии C3 История астрономии (2015—2017 гг.)
- член Комиссии F3 Астробиология (2015—2017)
- член Комиссии H1 Местная вселенная (2015—2017)
- член Комиссии 41 История астрономии (2003—2015 гг.)
- член Комиссии 47 Космология (до 2015 г.)
- член Дивизиона VIII Галактики и Вселенная (до 2012 г.)